# 天空色的奇蹟
天空色的奇蹟（日语：空色のキセキ）是日本女子偶像團體SUPER☆GiRLS的第9張單曲。2014年2月12日由iDOL Street發行。

## 解說
單曲《天空色的奇蹟》是SUPER☆GiRLS以10人體制發行的最後一張單曲，之後成員八坂沙織從SUPER☆GiRLS中退出。
此單曲稍早在發行前3個月的2013年12月22日於「iDOL Street Carnival 2013 WINTER X'mas Special ～這就是我的偶像之路～」活動中首度發表。其後在2014年2月「日本電台POWER TUNE」的節目中被選中。
收錄形式有A盤（CD+DVD）、B盤（只有CD）、活動會場・mu-mo購物限定盤（C盤，只有CD）、活動會場・mu-mo購物限定盤（音樂卡片×11形態）共4張並分成14種形態。

## 收錄歌曲
所有歌曲由BOUNCEBACK作詞。
1. 天空色的奇蹟（空色のキセキ） [5:05]
  - 作曲：小川裕一郎，編曲：大西克巳
2. Catch The Dream [4:18]
  - 作曲：丸山真由子（日语：丸山真由子），編曲：清水武仁（日语：清水武仁）
3. 天空色的奇蹟 (Instrumental)（空色のキセキ (Instrumental)）
  - 收錄在B盤
4. Catch The Dream (Instrumental)
  - 收錄在B盤

### DVD&藍光
1. 超絕少女☆BEST 2010～2014（ALBUM+Blu-ray）
2. SUPER☆GiRLS LIVE 2014 ～超絕革命～ at PACIFICO橫濱國立大劇院

#### A盤另外收錄內容
1. 天空色的奇蹟 (音樂PV)（空色のキセキ (ミュージック·ビデオ)）
2. Making Movie

## 商業搭配
1. 中京電視台、日本電視台綜藝節目《Futtonda（日语：フットンダ）》2014年2月片尾主題曲
2. 日本電視台音樂節目《Music Dragon（日语：ミュージックドラゴン）》POWER PLAY

## 腳註

### 來源
1. ↑  . SUPER☆GiRLS公式官網. 2013-12-22  [2013-12-28]. （原始内容存档于2014-02-14） （日语）.
2. 1 2  . 日刊體育. 2013-12-22  [2013-12-28]. （原始内容存档于2013-12-29） （日语）.

## 外部連結
- SUPER☆GiRLS公式官網 音樂作品（页面存档备份，存于） （日語）